# Sänd honom bud, vars namn är Jesus Krist
Sänd honom bud, vars namn är Jesus Krist (norsk originaltitel: Send bud på Ham) är en andlig sång med text av Konrad Odinsen (omkring 1920) och musik av  Artur Skrede. Översättningen till svenska är gjord av Sigfrid Wikfeldt.
Melodin finns insjungen på skiva 1936 av J.A. Albro (Sonata 46).

## Publicerad i
- Frälsningsarméns sångbok 1968 som nr 256 under rubriken "Andakt och bön".
- Frälsningsarméns sångbok 1990 som nr 472 under rubriken "Ordet och bönen".